# Ain Matvere
Ain Matvere (* 13. Januar 1967 in Tartu; † 14. Mai 2018 ebenda) war ein estnischer Badmintonspieler.

## Karriere
Ain Matvere war achtfacher estnischer Meister im Badminton. Jeweils drei Titel davon gewann er im Herrendoppel und im Mixed sowie zwei im Einzel.

## Sportliche Erfolge
| Saison | Veranstaltung                  | Disziplin    | Platz | Name                          |
| ------ | ------------------------------ | ------------ | ----- | ----------------------------- |
| 1983   | Estland: Einzelmeisterschaften | Herrendoppel | 1     | Ain Matvere / Peeter Munitsõn |
| 1984   | Estland: Einzelmeisterschaften | Herreneinzel | 1     | Ain Matvere                   |
| 1989   | Estland: Einzelmeisterschaften | Mixed        | 1     | Ain Matvere / Anneli Lambing  |
| 1990   | Estland: Einzelmeisterschaften | Herreneinzel | 1     | Ain Matvere                   |
| 1990   | Estland: Einzelmeisterschaften | Herrendoppel | 1     | Ain Matvere / Kalle Kaljurand |
| 1990   | Estland: Einzelmeisterschaften | Mixed        | 1     | Ain Matvere / Anneli Lambing  |
| 1991   | Estland: Einzelmeisterschaften | Mixed        | 1     | Ain Matvere / Terje Lall      |
| 1991   | Estland: Einzelmeisterschaften | Herrendoppel | 1     | Ain Matvere / Kalle Kaljurand |

## Referenzen
- http://www.spordiinfo.ee/esbl/biograafia/Ain_Matvere

| Personendaten    | Personendaten               |
| ---------------- | --------------------------- |
| NAME             | Matvere, Ain                |
| KURZBESCHREIBUNG | estnischer Badmintonspieler |
| GEBURTSDATUM     | 13. Januar 1967             |
| GEBURTSORT       | Tartu                       |
| STERBEDATUM      | 14. Mai 2018                |
| STERBEORT        | Tartu                       |